# طفل موجوكيرتو

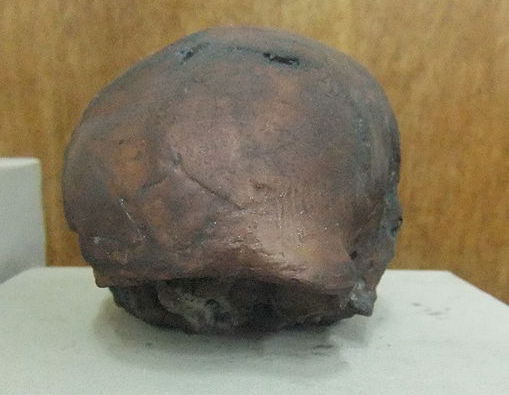

طفل موجوكيرتو (Mojokerto child)، والمعروف أيضاً باسم موجوكيرتو 1 (Mojokerto 1) و بيرنينغ1 (Perning 1)؛ هو القلنسوة المتحجّرة للإنسان القديم (الهومو). تم اكتشافها في شباط 1936 قرب موجوكيرتو (جاوه الشرقية، إندونيسيا) من قبل أحد أعضاء فريق الحفر بقيادة رالف فون كوينغسوالد. أطلق كوينغسوالد على العينة في البداية اسم (Pithecanthropus modjokertensis)، ولكنّه سرعان ما أعاد تسميتها بـ (Homo modjokertensis) لأن يوجين دوبوا مكتشف «إنسان جاوه» -والذي كان يسمى حينها (Pithecanthropus erectus)- لم يوافق على أن الحفرية المكتشفة هي (Pithecanthropus). تعرف الآن القلنسوة بأنها تنتمي للإنسان المنتصب.
كان طفل موجوكيرتو الأكثر إثارةً للجدل من بين الحفريات البشرية المبكرة التي تم العثور عليها في إندونيسيا. كان كل من تاريخ اكتشافها وموقعها موضع جدل كبير. كان يعتقد في البداية أن عمرها أقل من مليون عام، وفي عام 1994 –استناداً على طريقة تعرّف جديدة- تم الادّعاء بأن عمر القلنسوة نحو 1.81 مليون عام. جادل مؤلفو الورقة –كارل سي سويشر الثالث وغارنيس كورتيس- بأن لهذا التاريخ آثار واسعة على فهمنا للهجرات البشريّة الأولى خارج أفريقيا. ومع ذلك، في بداية العقد الأول من القرن العشرين، حددت الأبحاث العلميّة والأرشيفيّة الجديدة الطبقة الأرضيّة الدقيقة التي تم استخراج الحفريات منها في عام 1936 وأظهرت بشكل قاطع أن أقرب تاريخ ممكن لهذه الحفريات هو 1.49 مليون عام.

## الاكتشاف والتسميات
تم اكتشاف قلنسوة محفورة في شباط 1936 من قبل أندوجو –ويشار إليها أحياناً باسم تجوكروهاندوجو (Tjokrohandojo) أو أندويو (Andoyo)- وهو إندونيسي عمل في البحث عن حفريات الحيوانات في تلال كيندينغ في جاوه الشرقية مع فريق مقاد من قبل رالف فون كوينغسوالد.
آمن أندوجو على الفور أن الجمجمة تعود إلى إنسان الغاب، لكن كوينغسوالد أدرك مباشرةً أنها تعود للإنسان.
أطلق عليها اسم بيثيكانثروبوس المودجوكيرتينيّة (Pithecanthropus modjokertensis) نسبة إلى قرية موجوكيرتو القريبة من مكان الاكتشاف، والتي أصبحت تهجيتها لاحقاً «مودجوكيرتو».
كتب يوجين دوبوا –الذي اكتشف في تسعينيّات القرن التاسع عشر ما يطلق عليه اسم بيثيكانثروبوس المنتصب (Pithecanthropus erectus)، رسالة إلى فون كوينغسوالد بحجّة أنّه إذا كانت حفريّة موجوكيرتو إنسانيّة بالفعل، فلن يكون من الممكن أن تكون بيثيكانثروبوس. ولهذا قام فون كوينغسوالد بإعادة تسمية حفريته بـ«هومو مودجوكيرتينيّ» (Homo modjokertensis).
تم تصنيف الحفرية في نهاية المطاف على أنها تعود للإنسان المنتصب تماماً مثل إنسان جاوه والعديد من الحفريّات البشريّة المبكّرة التي وجدها كوينغسوالد وفريقه في سانغيريا في إندونيسيا.
الاسمان الأحفوريان للفهرس الأحفوري لهذه الحفريّة هما (Mojokerto 1) و (Perning 1) نسبةً إلى بلدة موجوكيرتو التي تبعد نحو 9.7 كم جنوب غرب الموقع، وقرية بيرنينغ التي تبعد 10 كم شمال شرق موجوكيرتو و3.5 كم جنوب الموقع.

## تأريخ مثير للجدل
لعقود من الزمن، كان طفل موجوكيرتو –الذي لا يعرف جنسه- يعتبر غير قابل للتأريخ، لأن الموقع الدقيق الذي عثر عليه فيه لا يمكن تحديده بدقّة. ولكن بحلول عام 1985، تمّ اقتراح 4 مواقع مختلفة صالحة لتكون موقع اكتشاف محتمل للحفرية. وكان من غير الواضح أيضاً ما إذا كانت الحفريّة قد تمّ الحفر للوصول إليها أم كانت على السطح، مما يجعل تأريخ هذه الأحفورة صعباً حتى ولو أصبح موقع الاكتشاف نفسه معروفاً بدقّة.
في أوائل تسعينيات القرن الماضي، استعمل عالم الجيولوجيا الجغرافية غارنيس كورتيس وعالم الأحافير كارل سي سويشر الثالث طريقة التأريخ بنظائر الأرجون لاقتراح تاريخ قدره 1.81 ± 0.004 مليون عام. أي قبل 1.81 مليون عام مع وجود هامش خطأ زائد أو ناقص 40.000 سنة.
جاءت عينة الصخور الخاصة بهم –حبيبات الهورنبلند مع الخفاف البركاني والتي بدت كأنها تتناسب مع الجمجمة- من موقع ظهر لهم في عام 1990 من قبل تيوكو جايكوب، عالم الحفريات الإندونيسي الذي درس في عهد رالف فون كوينغسوالد. أعلن سويشر وكورتيس عن نتائجهما في ورقة نشرت في مجلة العلوم في عام 1994.
تم الإعلان عن عمر الحفرية بشكل غير متوقع في ما لا يقل عن 221 صحيفة –بما في ذلك الصفحة الأولى من صحيفة نيويورك تايمز- واحتلت صور الغلاف للعديد من المجلات مثل ديسكوفر ونيو ساينتيست وتايم. كان استنتاج سويشر وكورتيس موضع نقاش ساخن، لأنه كان يعني أن طفل موجوكيرتو كان أكبر سناً من أقدم العينات المعروفة للإنسان العامل في أفريقيا، مما يشير إلى أن الإنسان المنتصب كان قادر على أن يترك أفريقيا (يهاجر) في وقت أبكر مما اعتقد الجميع، بل يمكن القول بأنه تطوّر في جنوب شرق آسيا بدلاً من أفريقيا كما افترض العلماء. شكّك عدد قليل من النقاد في طريقة التأريخ، ولكن اعترض العديد منهم على أنّه بالنظر إلى حالة عدم اليقين المحيطة بموقع اكتشاف الحفريات، لم يكن واضحاً ما إذا كانت عينات الصخور المستخدمة في التأريخ مأخوذة من الموقع الصحيح.
في عام 2003، قدّم فريق بقيادة عالم الآثار مايك موروود ورقة بحثية تشير إلى أن آخر تاريخ ممكن للحفرية هو 1.49 ± 0.13 مليون عام، استناداً إلى «التأريخ بالمسار الانشطاري لحبيبات الزيركون المفردة». جادل موروود بأن عينات الصخور المؤرخة التي صنعها كورتيس وسويشر جاءت من سرير خفافيّ يقع على بعد 20 متراً أسفل الحوض أعلاه الذي عثر عليه في موقع موجوكيرتو. يقع الأفق الجيولوجي مباشرةً تحت الحفرية –ويطلق عليه موروود «الأفق الخفافيّ 5» مؤرخ بـ1.49 مليون عام بينما ذلك الذي يقع فوقها (الأفق الخفافيّ 6) مؤرّخ بـ1.43 ± 0.1 مليون عام.
في عام 2006، استخدم عالم الآثار الأسترالي فرانك هوفمان صوراً وملاحظات ميدانيّة من ثلاثينيّات القرن العشرين لتحديد الموقع الدقيق للحفر، وأكّد أن الحفريّة عثر عليها بالفعل بين الطبقتين اللتين قام موروود بتأريخهما. تم قبول استنتاجات موروود وهوفمان على نطاق واسع.